# Skuteč
Skuteč település Csehországban, a Chrudimi járásban. Skuteč Hluboká, Mrákotín, Raná, Proseč, Prosetín, Otradov, Pokřikov, Perálec, Předhradí, Chrast, Hroubovice, Luže, Krouna és Leštinka településekkel határos. Lakosainak száma 5042 fő (2024. január 1.).

## Népesség
A település lakosságának változását az alábbi diagram mutatja:
| Lakosok száma | 5362 | 6605 | 6539 | 5270 | 5387 | 5183 | 5055 | 5046 | 5036 | 5042 |
|               | 1869 | 1900 | 1921 | 1961 | 1980 | 2011 | 2016 | 2019 | 2021 | 2024 |